# Bay Bridge
Il San Francisco-Oakland Bay Bridge (in italiano: Ponte della Baia di San Francisco-Oakland ) è un ponte sospeso dell'Interstate 80 che attraversa la Baia di San Francisco, collegando la città di San Francisco con la città di Oakland e le contee di Contra Costa e Alameda, sulla sponda orientale della baia. Il ponte ha uno sviluppo di 7,18 km.
Il progetto originale fu di Ralph Modjeski. Il ponte fu completato nel 1936 ed aperto al pubblico sei mesi prima del Golden Gate Bridge.

## Storia

### Prima della costruzione
San Francisco, situata all'ingresso della baia, si trovò in una posizione ideale per favorirne lo sviluppo durante la corsa all'oro e diventò ben presto la città più importante di tutta la zona. Tuttavia, dopo che fu completata la Prima Ferrovia Transcontinentale nel 1869, la città si trovò separata da questa fondamentale infrastruttura dalla baia stessa.

### Costruzione
La costruzione iniziò il 9 luglio 1933. Sia la costruzione del tratto ad Ovest che di quello ad Est dell'isola di Yerba Buena presentavano grosse difficoltà: la profondità abbastanza elevata nei punti in cui dovevano essere posate le fondamenta richiese l'impiego di nuove tecniche costruttive. Inoltre, contemporaneamente alla costruzione dei due tratti di ponte, era necessario scavare anche un tunnel attraverso l'isola largo ben 23 metri.

### Apertura
L'apertura avvenne il 12 novembre 1936, dopo 3 anni di lavori e un investimento di circa 70 milioni di dollari, alla presenza dell'ex presidente Herbert Hoover e del governatore della California. Prima della sua apertura il ponte fu benedetto dal cardinale e futuro papa Eugenio Pacelli, all'epoca segretario di Stato della Santa Sede.
All'apertura il piano stradale superiore era costituito da tre corsie automobilistiche per entrambe le direzioni, mentre il piano stradale inferiore comprendeva tre corsie riservate al traffico automobilistico e al trasporto pesante e i binari ferroviari.

### Modifiche
Negli anni successivi, in seguito ad un massiccio aumento del traffico automobilistico e della crisi della compagnia di trasporto ferroviario locale, si modificò la circolazione disponendo cinque corsie per il traffico sia leggero che pesante su entrambi i livelli del ponte. Attualmente (2015), sostituito dal nuovo "The San Francisco Oakland Bay Bridge New East Span", è in fase di smantellamento.